# روبرت بايلي (لاعب كرة قدم)
روبرت بايلي (بالإنجليزية: Robert Bayly) هو لاعب كرة قدم أيرلندي، ولد في 22 فبراير 1988 في دبلن في جمهورية أيرلندا. شارك مع منتخب جمهورية أيرلندا تحت 20 سنة لكرة القدم. أما مع النوادي، فقد لعب مع درودا يونايتد وليدز يونايتد ونادي بوهيميان ونادي شامروك روفرز ونادي شيلبورن ونادي كليفتونفيل.

## وصلات خارجية
- روبرت بايلي على موقع Soccerway.com (الإنجليزية)